# Sofaniyama Bolon
Sofaniyama Bolon är ett vattendrag i Senegal och Gambia, ett biflöde till Gambiafloden. Det rinner genom regionen Kolda i Senegal och bildar gräns mellan regionerna Central River och Lower River i Gambia, där det mynnar i Gambiafloden 140 km öster om huvudstaden Banjul.